# ヴォルフガング・ノルトウイック
ヴォルフガング・ノルトウイック（Wolfgang Nordwig、1943年8月27日 -　）は、旧東ドイツの陸上競技棒高跳選手である。ザクセン州ケムニッツ＝ジーグマール出身。
棒高跳で1968年メキシコシティーオリンピックで銅メダルを獲得し、頭角を現し、続く1972年ミュンヘンオリンピックで当時宿敵であったメキシコオリンピック優勝者のボブ・シーグレン（アメリカ）を破り、この種目における第1回アテネオリンピックより続いたアメリカ選手による連勝記録にストップをかけた。ちなみに、この種目でのオリンピックにおけるアメリカ選手の優勝はこの先しばらく途切れることとなる。